# Efekt černé kapky

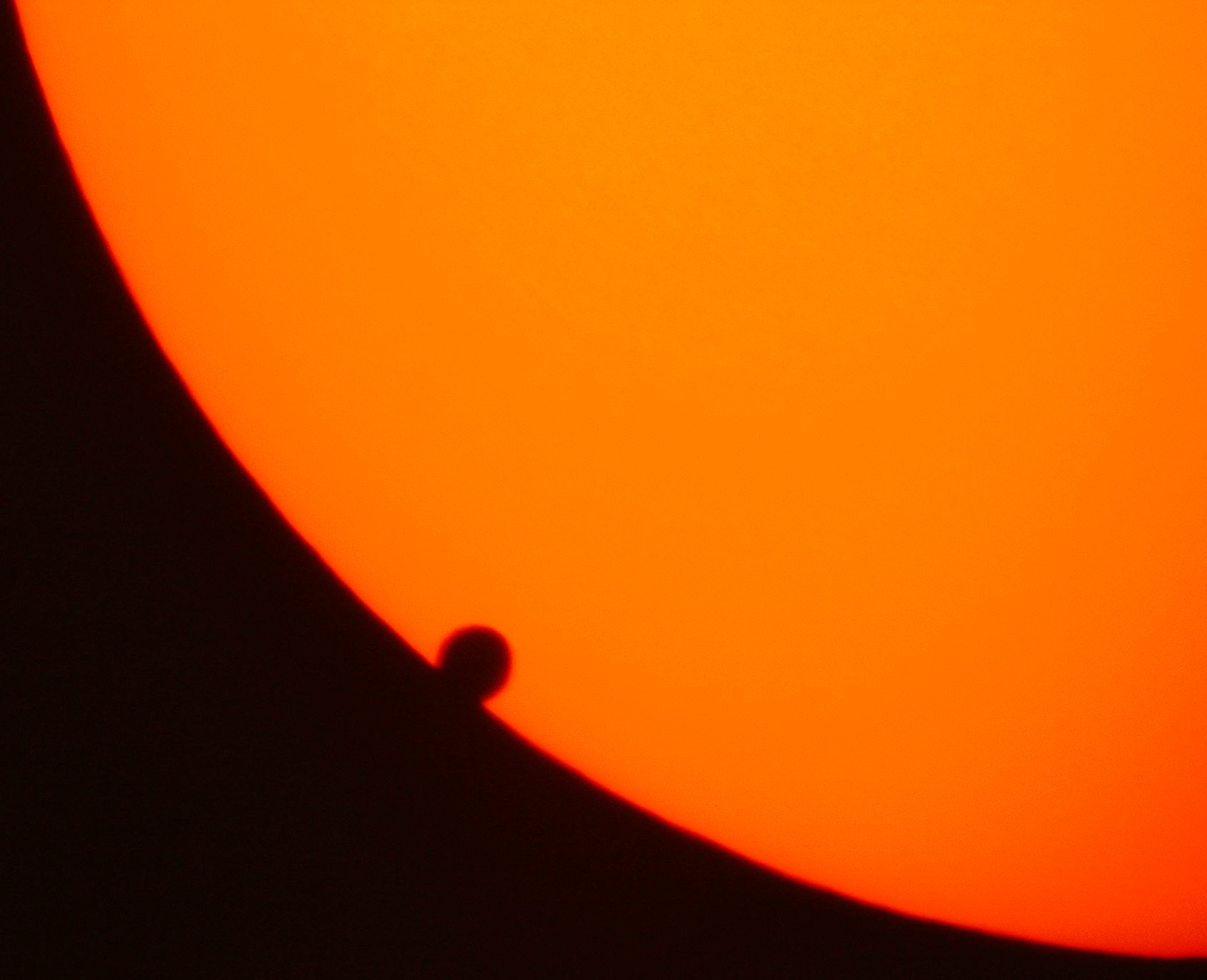
Efekt černé kapky při přechodu Venuše 8. června 2004

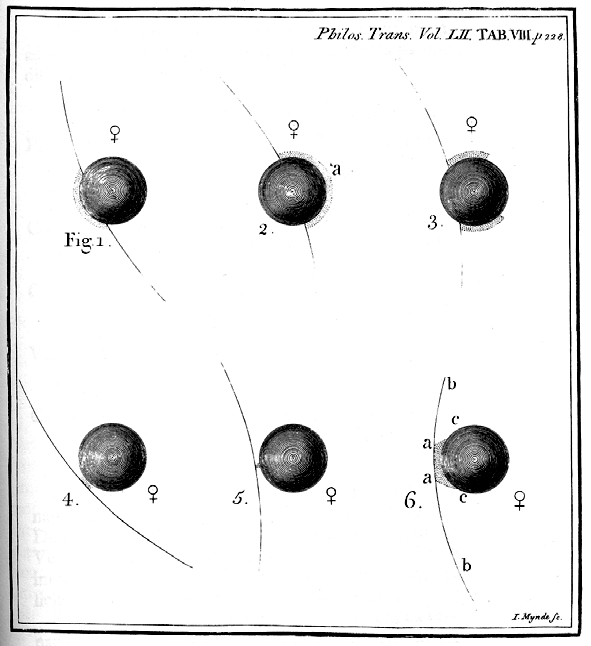
Efekt černé kapky, jak ho pozoroval švédský vědec Torbern Bergman při přechodu Venuše roku 1761

Efekt černé kapky (též známý jako Bailyho kapka) je optický jev viditelný během přechodu Venuše, a v menší míře též během přechodu Merkuru, přes sluneční disk. Krátce po druhém kontaktu (kdy se disk přecházející planety odděluje od okraje slunečního kotouče) a těsně před třetím kontaktem (kdy se ho znova začíná dotýkat) se zdá, že disk planety je spojen s okrajem Slunce malou kapkou. Tento jev znemožňuje přesné změření času, kdy došlo ke druhému či třetímu kontaktu, což bylo také důvodem nepřesných pokusů o výpočet sluneční paralaxy a následně hodnoty astronomické jednotky v 18. století.
Efekt černé kapky byl dlouho mylně připisován husté atmosféře Venuše, a dokonce byl i považován za první důkaz její existence. Později astronomové dospěli k názoru, že se jedná jen o optický klam. Efekt černé kapky se objevil i během některých pozorování přechodu Merkuru v letech 1999 a 2003 pomocí přístrojů umístěných mimo zemskou atmosféru, a to přesto, že Merkur sám také prakticky žádnou atmosféru nemá. Autoři studie, američtí astronomové Jay Pasachoff a Glenn Schneider, tento jev přisoudili malým vadám v optice pozorovacích přístrojů s tím, že se projevuje především u malých dalekohledů.
Pozorovatelé přechodu Venuše z 8. června 2004 většinou zaznamenali, že efekt černé kapky byl mnohem méně výrazný, než jak ho popisovaly zprávy z minulých staletí, a někteří z nich ho dokonce nepozorovali vůbec. Tento rozpor je většinou připisován na vrub dnešní dokonalejší pozorovací technice.